# Hispano-Volpe
Hispano-Volpe war eine spanische Automarke.

## Unternehmensgeschichte
Das Unternehmen Genicar Internacional Auto SL aus Madrid begann 1947 mit der Produktion von Automobilen. Im gleichen Jahr endete die Produktion.

## Fahrzeuge
Das einzige Modell war ein Kleinstwagen, der eine Lizenz des italienischen Volpe darstellte. Für den Antrieb sorgte ein Motor mit 125 cm³ Hubraum. Die offene Kunststoffkarosserie bot Platz für zwei Personen.